# Tréméven (Côtes-d'Armor)
Pour les articles homonymes, voir Tréméven.
Tréméven (/tʁemevɛ̃/) est une commune française située dans le département des Côtes-d'Armor, en région Bretagne. Tréméven appartient au pays historique du Goëlo.

## Géographie

### Communes limitrophes

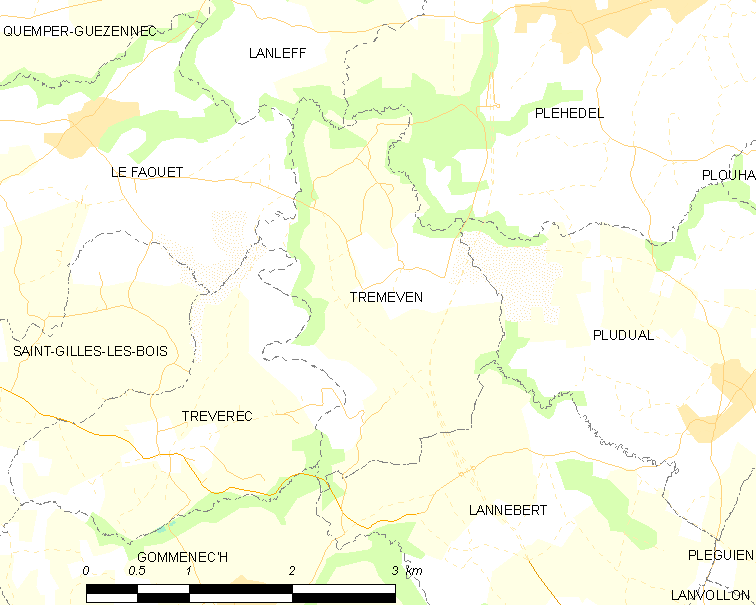
Carte de Tréméven et des communes avoisinantes.

| Le Faouët | Lanleff   | Pléhédel  |
| Trévérec  | Tréméven  | Pludual   |
| Trévérec  | Lannebert | Lannebert |

### Relief
Les altitudes au sein du finage communal sont comprises entre 87 mètres pour le point le plus haut, situé au niveau de l'ancien donjon de Coëtmen, dans la partie sud-ouest de la commune, et 20 mètres pour le point le plus bas, situé dans l'angle nord-ouest du territoire communal, à la confluence entre le Leff et le ruisseau de Kerguidoué. Le bourg est à 52 mètres d'altitude.
La dolérite et l'amphibolite sont exploitées dans la carrière Rault de Coatmen. L'exploitant de cette carrière demande en 2020 l'autorisation d'agrandir le périmètre de sa carrière (une extension de 15,8 ha) et le prolongement pour 30 ans de l'autorisation d'exploitation. Une association Sauvons le Leff s'y oppose. Le 4 août 2022 la préfecture des Côtes-d'Armor a signé un arrêté de mise en demeure concernant la gestion des déchets de la carrière et notamment le terril dont les eaux de ruissellement s'écoulent dans le Leff.

### Hydrographie
Pour un article plus général, voir Réseau hydrographique des Côtes-d'Armor.
La commune est située dans le bassin Loire-Bretagne. 
Tréméven est limité à l'ouest par le cours d'eau Leff, affluent de rive droite du Trieux, qui sépare la commune de sa voisine Trévérec et à l'est ainsi qu'au nord par le ruisseau de Kerguidoué, affluent de rive droite du Leff, qui sépare Tréméven de Pludual, Pléhédel et Lanleff,. 
Le Leff, d'une longueur de 62 km, prend sa source dans la commune du Leslay et se jette dans le Trieux en limite de Quemper-Guézennec et de Plourivo, après avoir traversé 19 communes. 

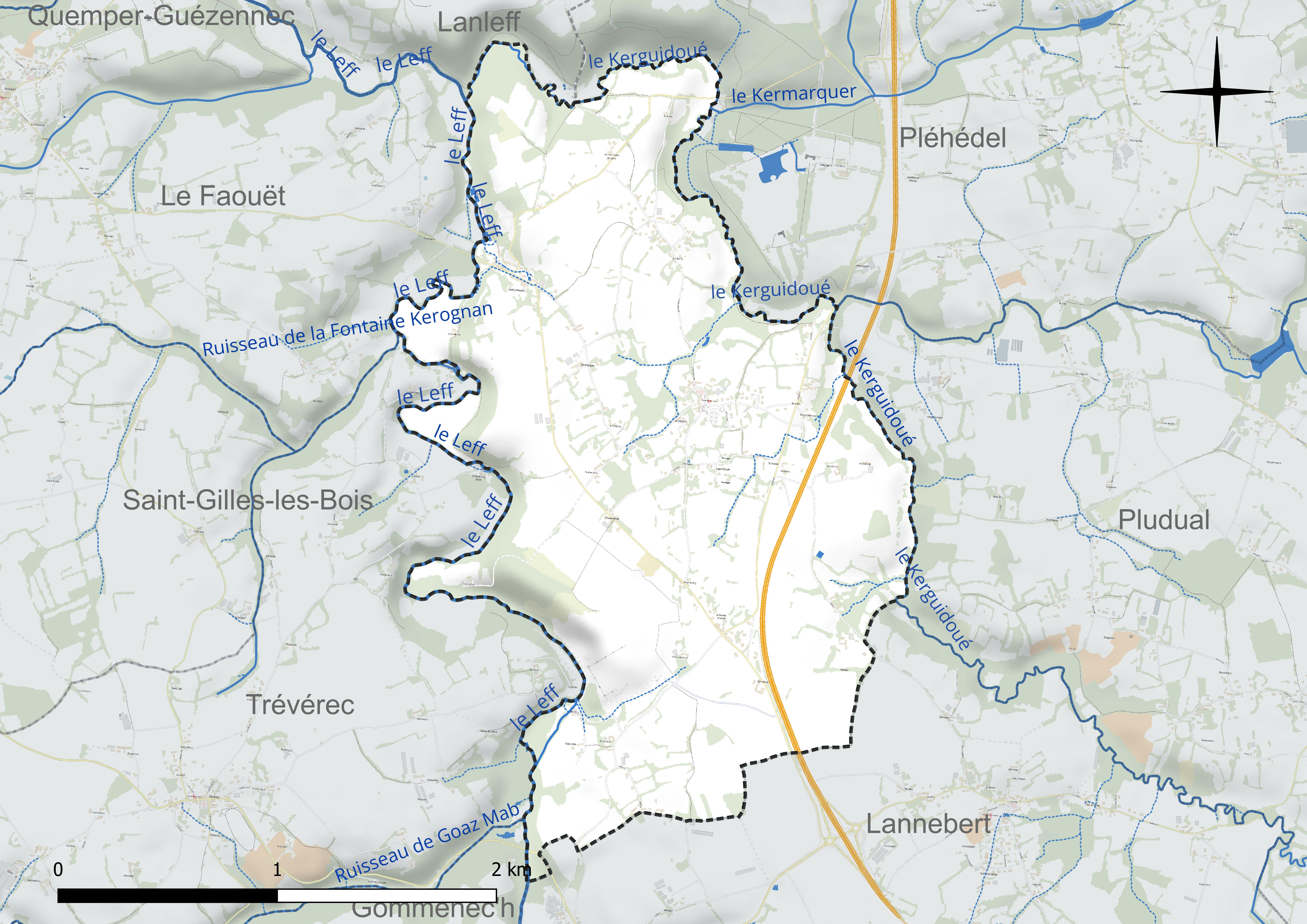
Réseau hydrographique de Tréméven.

Le Kerguidoué, d'une longueur de 21 km, prend sa source dans la commune de Lantic et se jette dans le Leff sur la commune, après avoir traversé sept communes. 

### Climat
Pour des articles plus généraux, voir Climat de la Bretagne et Climat des Côtes-d'Armor.
En 2010, le climat de la commune est de type climat océanique franc, selon une étude du Centre national de la recherche scientifique s'appuyant sur une série de données couvrant la période 1971-2000. En 2020, Météo-France publie une typologie des climats de la France métropolitaine dans laquelle la commune est exposée à un climat océanique et est dans la région climatique Finistère nord, caractérisée par une pluviométrie élevée, des températures douces en hiver (6 °C), fraîches en été et des vents forts. Parallèlement l'observatoire de l'environnement en Bretagne publie en 2020 un zonage climatique de la région Bretagne, s'appuyant sur des données de Météo-France de 2009. La commune est, selon ce zonage, dans la zone « Intérieur », exposée à un climat médian, à dominante océanique.
Pour la période 1971-2000, la température annuelle moyenne est de 11,2 °C, avec une amplitude thermique annuelle de 10,5 °C. Le cumul annuel moyen de précipitations est de 757 mm, avec 13,2 jours de précipitations en janvier et 6,7 jours en juillet. Pour la période 1991-2020, la température moyenne annuelle observée sur la station météorologique la plus proche, située sur la commune de Lanleff à trois km à vol d'oiseau, est de 11,7 °C et le cumul annuel moyen de précipitations est de 845,9 mm,. Pour l'avenir, les paramètres climatiques de la commune estimés pour 2050 selon différents scénarios d'émission de gaz à effet de serre sont consultables sur un site dédié publié par Météo-France en novembre 2022.

### Paysages et habitat
Le paysage agraire traditionnel est celui du bocage avec un habitat dispersé d'écarts formés de hameaux (dénommés localement "villages") et fermes isolées.

### Transports
Tréméven n'était desservi traditionnellement que par des routes secondaires jusqu'à l'aménagement en route à 4 voies de type voie express de la D 7 (axe routier Saint-Brieuc-Paimpol via Lanvollon) qui traverse selon un tracé sud-nord la partie orientale de la commune.

## Urbanisme

### Typologie
Au 1er janvier 2024, Tréméven est catégorisée commune rurale à habitat dispersé, selon la nouvelle grille communale de densité à 7 niveaux définie par l'Insee en 2022.
Elle est située hors unité urbaine. Par ailleurs la commune fait partie de l'aire d'attraction de Paimpol, dont elle est une commune de la couronne,. Cette aire, qui regroupe 13 communes, est catégorisée dans les aires de moins de 50 000 habitants,.

### Occupation des sols
L'occupation des sols de la commune, telle qu'elle ressort de la base de données européenne d'occupation biophysique des sols Corine Land Cover (CLC), est marquée par l'importance des territoires agricoles (82,4 % en 2018), en diminution par rapport à 1990 (87,2 %). La répartition détaillée en 2018 est la suivante : 
terres arables (60,9 %), zones agricoles hétérogènes (21,5 %), forêts (13,2 %), mines, décharges et chantiers (4,3 %). L'évolution de l'occupation des sols de la commune et de ses infrastructures peut être observée sur les différentes représentations cartographiques du territoire : la carte de Cassini (XVIIIe siècle), la carte d'état-major (1820-1866) et les cartes ou photos aériennes de l'IGN pour la période actuelle (1950 à aujourd'hui).

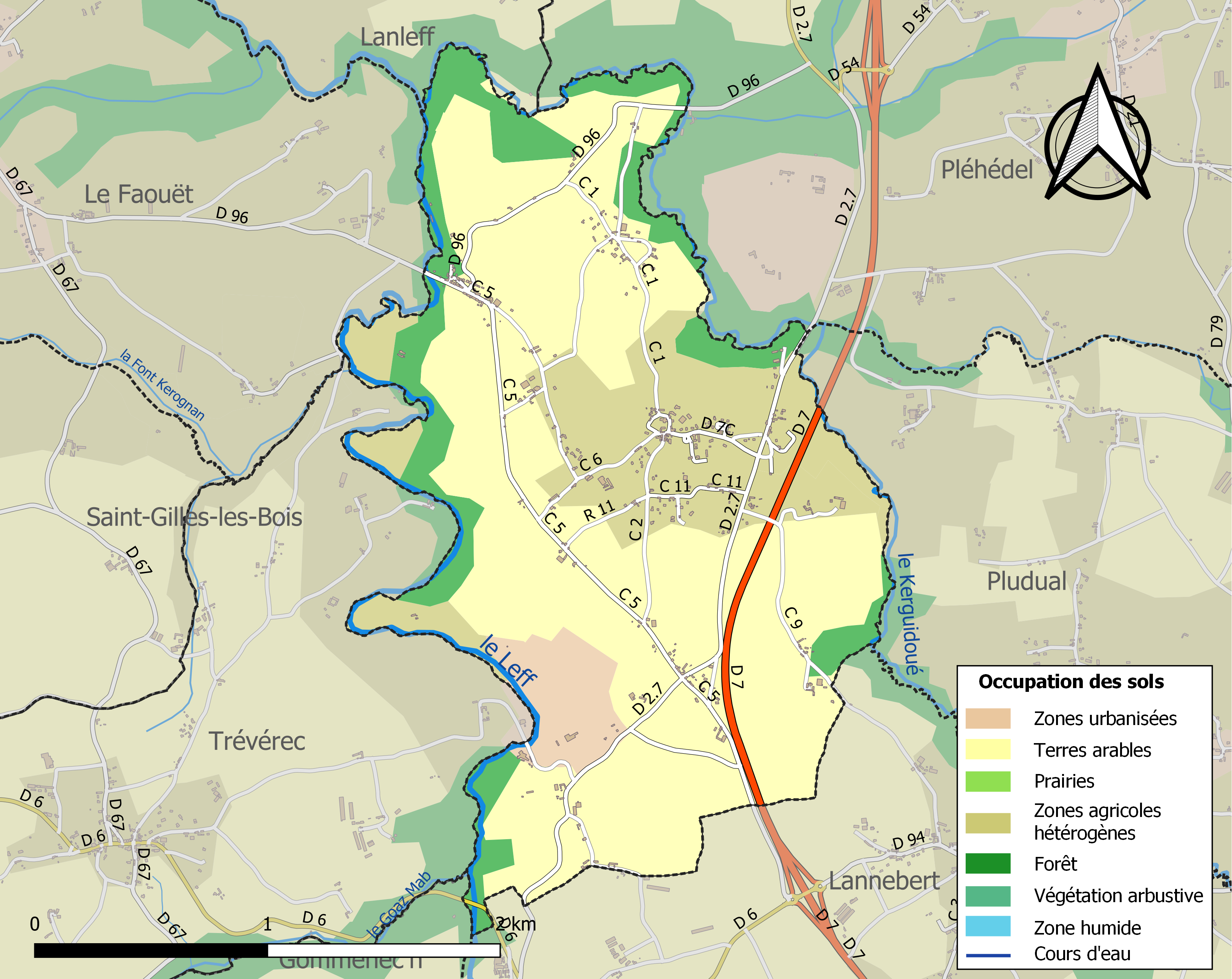
Carte des infrastructures et de l'occupation des sols de la commune en 2018 (CLC).

## Toponymie
Le nom de la localité est attesté sous la forme Tremeven en 1427, 1480, 1514, 1536 et en 1543.
Son nom vient de l'ancien breton trev qui veut dire village et de Saint Meven ou Méen (saint du VIe siècle, disciple de saint Samson). En breton, le nom de la commune est Tremeven.

## Histoire

### Préhistoire et Antiquité
Un dépôt de haches à douilles a été trouvé en 1836 à Tréméven. Des monnaies gallo-romaines aux effigies d'Adrien et d'Antonin le Pieux ont été découvertes dans la commune en 1827. Une cachette de fondeur d'époque gallo-romaine fut découverte en 1913 par des carriers : elle contenait des poteries, des grains de colliers, des fusaïoles, des débris de vases dont le bronze avait été enlevé car cette cachette avait été pillée antérieurement.

#### Coatmen
Après un diagnostic archéologique, depuis mars 2023 à Coatmen, des fouilles de l'institut national de recherches archéologiques préventives ont exhumé une nécropole de l'âge du bronze ainsi qu'un domaine d'occupation de plus de 2000 ans.

### Moyen-Âge
Sous l'Ancien Régime, Tréméven était une paroisse appartenant à l'évêché de Saint-Brieuc et au comté du Goëlo.
La famille de Coëtmen est originaire de Tréméven où elle possédait le château éponyme, dit aussi Coatmen ; elle possédait aussi le château de Tonquédec. Elle était fondatrice de l'église primitive de Tréméven.

### Temps modernes

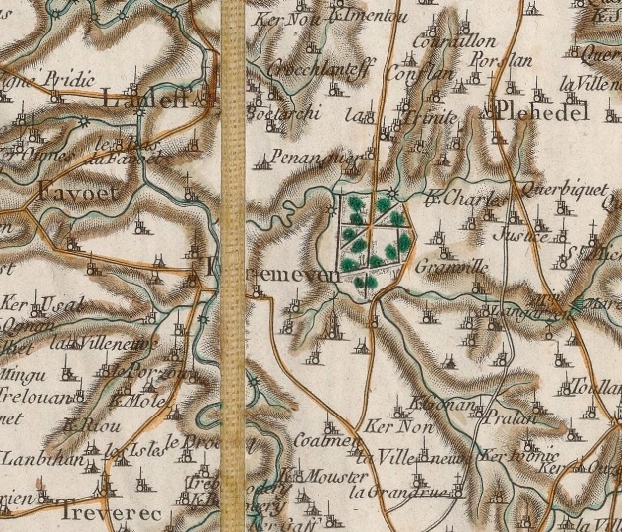
Carte de Cassini de Tréméven et des paroisses avoisinantes (1790).

Jean-Baptiste Ogée décrit ainsi Tréméven en 1778 : 

« Tréméven ; sur une hauteur ; à 5 lieues au Nord-Ouest de Saint-Brieuc, son évêché et son ressort ; à 25 lieues de Rennes et à 2 lieues 3/4 de Paimpol, sa subdélégation. On y compte 500 communiants. M. le marquis de Rougé en est le seigneur ; la cure est à l'alternative. Le territoire, couvert d'arbres fruitiers et autres, rempli de vallons et de monticules, est très bien cultivé. »

### XIXesiècle
A. Marteville et P. Varin, continuateurs d'Ogée, décrivent ainsi Tréméven en 1845 :

« Trémeven (sous l'invocation de saint Méen, sanctus Mevennus) : commune formée de l'ancienne paroisse de ce nom, aujourd'hui succursale. (...) Principaux villages : le Traou, Lézélech, Saint-Jacques, Kermaéquer, Runalès, Rue-Fardel, Kerautret, Kervorgan, Kerpuns, Toul-Pry, Kernon, la Tournée, Saint-Jean, Leurenou, Traou-Toupin, Traou-Hervé. Maison importante : château de Coatmen. Superficie totale 512 hectares dont (...) terres labourables 439 ha, prés et pâturages 17 ha, vergers et jardins 6 ha, landes et incultes 55 ha (...). Moulins : 2 (à eau, du Lieutenant, de Coatmen) ; 3 routoirs. La route de Lanvollon à Pontrieux traverse cette commune dans sa partie ouest, courant sud-est à nord-ouest. La route de Paimpol à Lanvollon s'embranche sur celle-ci au pont de Kerascouet. Il y avait jadis, en outre de l'église, les chapelles Saint-Jean, Saint-Laurent et Saint-Jacques. Cette dernière, seule desservie aujourd'hui, est située sur la route de Lanvollon à Pontrieux. C'est une jolie chapelle, dans le style du XVe siècle, dont elle porte la date. Coatmen, situé sur une colline élevée, n'est plus remarquable que par ses ruines et ses belles tours, où, selon la tradition habituelle en pareil cas, il y a des souterrains immenses. Géologie : granite, roches amphiboliques dans le nord-est. On parle le breton »

### XXe siècle

#### Belle Époque

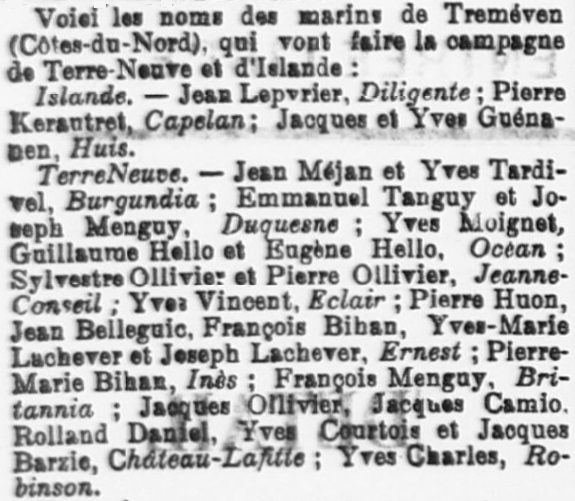
Liste des marins de Tréméven partant aux campagnes de pêche au large de l'Islande et de Terre-Neuve en 1901 (Journal L'Ouest-Éclair du 24 février 1901).

De nombreux marins de Tréméven participaient aux campagnes de pêche au large de l'Islande ou de Terre-Neuve, le plus souvent au départ de Paimpol. Les victimes étaient nombreuses : par exemple le journal L'Ouest-Éclair du 23 mai 1906 relate la disparition en mer du maître au cabotage Phippe, originaire de Tréméven, au large de l'Islande, alors qu'il se trouvait sur la goëletteJulia.
Le pardon de Sainte-Radegonde (sainte Radegonde était la patronne de Tréméven) était alors très fréquenté : « (...) pardon très réputé qui tois les ans attire une foule énorme de pèlerins et de touristes. Dès samedi soir commencera la fête avec une procession, un feu de joie et des illuminations. Le dimanche, après les exercices religieux et la procession, les pèlerins et les touristes iront visiter la vallée du Leff, la tour de Coatmen, la chapelle Saint-Jacques, beau monument d'une architecture remarquable, etc.. »

#### Première Guerre mondiale
L'ancien maire de Tréméven, Emmanuel de Rougé, né en 1876, s'était délivré des certificats de complaisance pour échapper à ses obligations militaires, un premier pour une ankylose imaginaire de l'épaule en 1900, puis un autre certifiant qu'il avait 6 enfants (il n'en avait que 3) ; il passa en conseil de guerre en octobre 1915 ; il fut condamné à 3 ans de prison et 3 000 francs d'amende. Mais en mars 1917 un conseil de guerre le réhabilita complètement : « M. de Rougé s'engagea immédiatement dans un corps de volontaires éclaireurs, rechercha toutes les missions dangereuses, fut cité à l'ordre du jour, décoré de la Croix de Guerre et reçut les félicitations du général de brigade, du général de division et du général d'armée ».
Le monument aux morts de Tréméven porte les noms de 21 soldats et marins morts pour la France pendant la Première Guerre mondiale ; trois étaient des marins : Yves Hélary, mort en mer le 30 octobre 1917, Louis Calvez second maître mécanicien, mort des suites de ses blessures à Tréméven et Joseph Moignet, canonnier-marin, tué à l'ennemi à La Panne (Belgique) le 14 octobre 1918 et dernier mort de la guerre pour la commune ; tous les autres sont des soldats morts sur le sol français.
Désiré Tartivel, tirailleur au 5e régiment de tirailleurs marocains est mort à L'Arba de Tissa, en Taounate (Maroc) le 2 mai 1919 il a été décoré de la médaille militaire et de la croix de guerre.

### Entre-deux-guerres

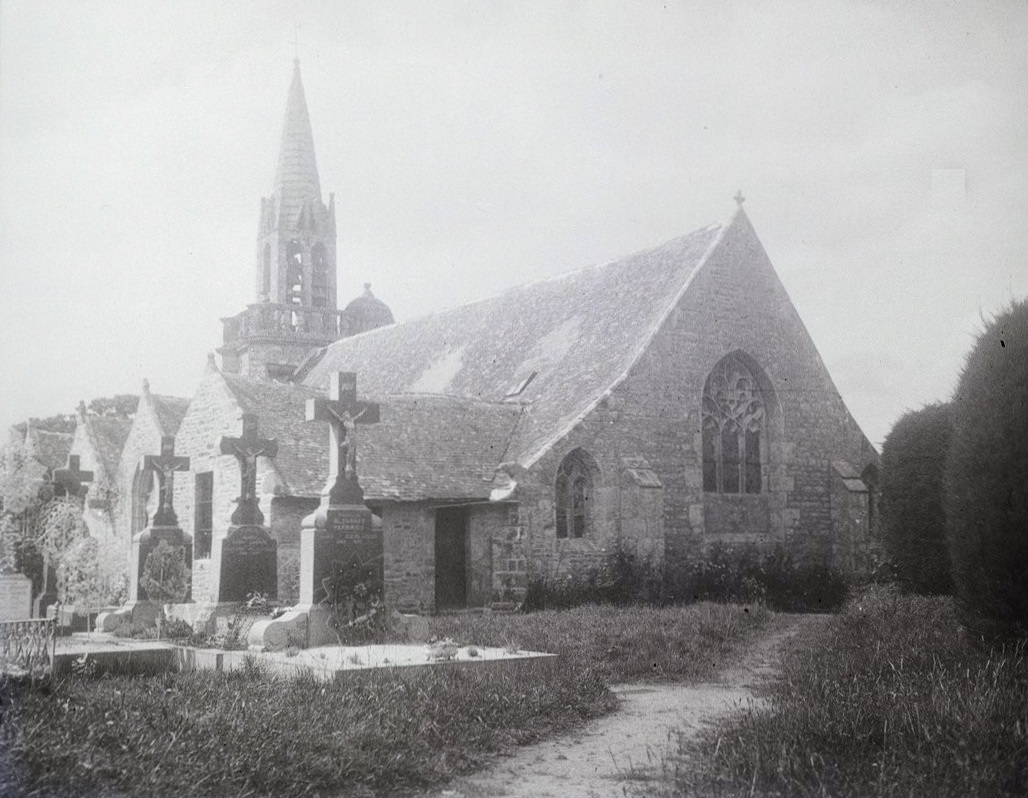
Tréméven (Côtes-d'Armor) : l'église paroissiale Saint-Méen en 1931.
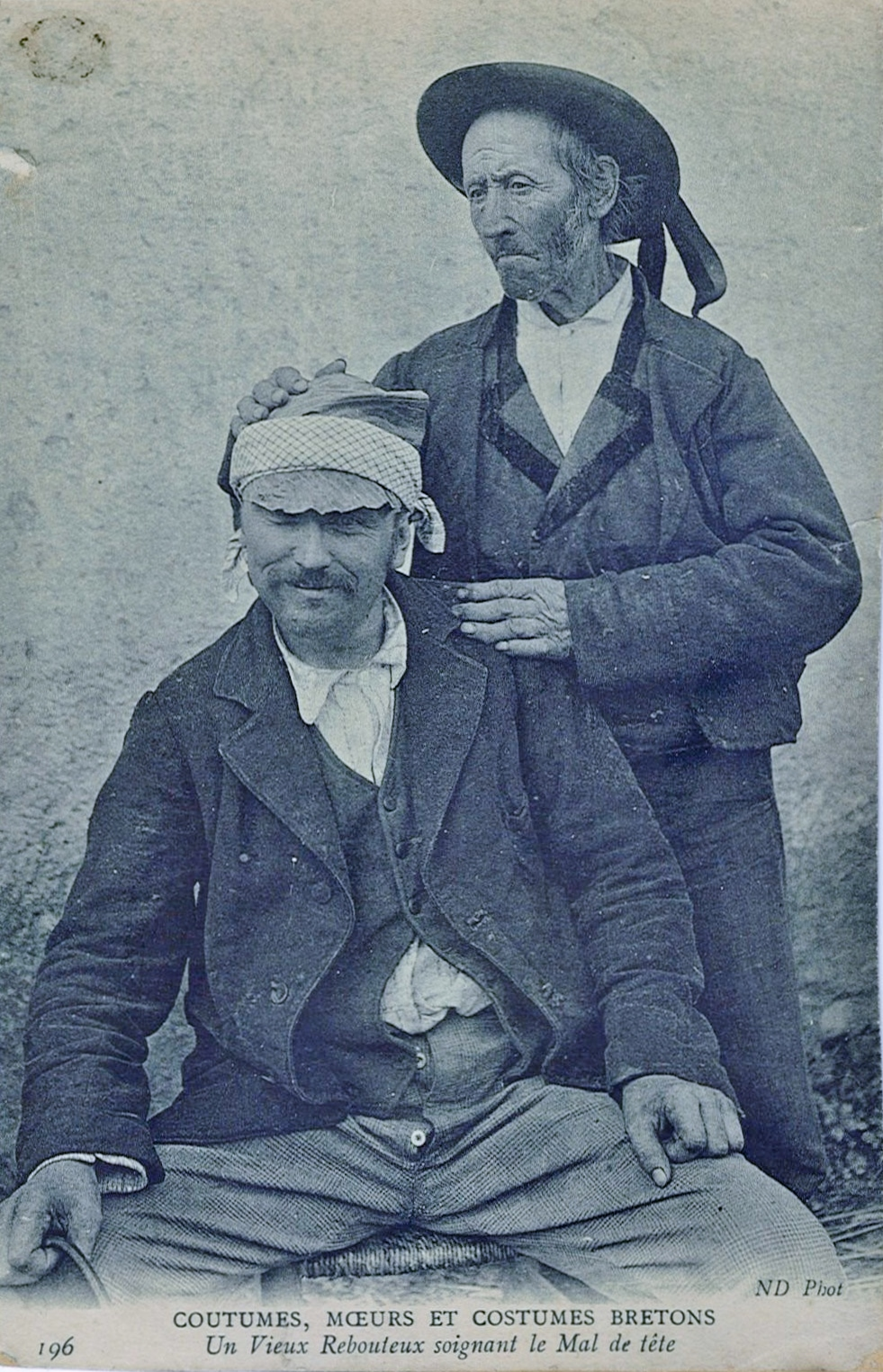
Tréméven (Côtes-d'Armor) : vieux rebouteux soigant un mal de tête (carte postale ND Photo).
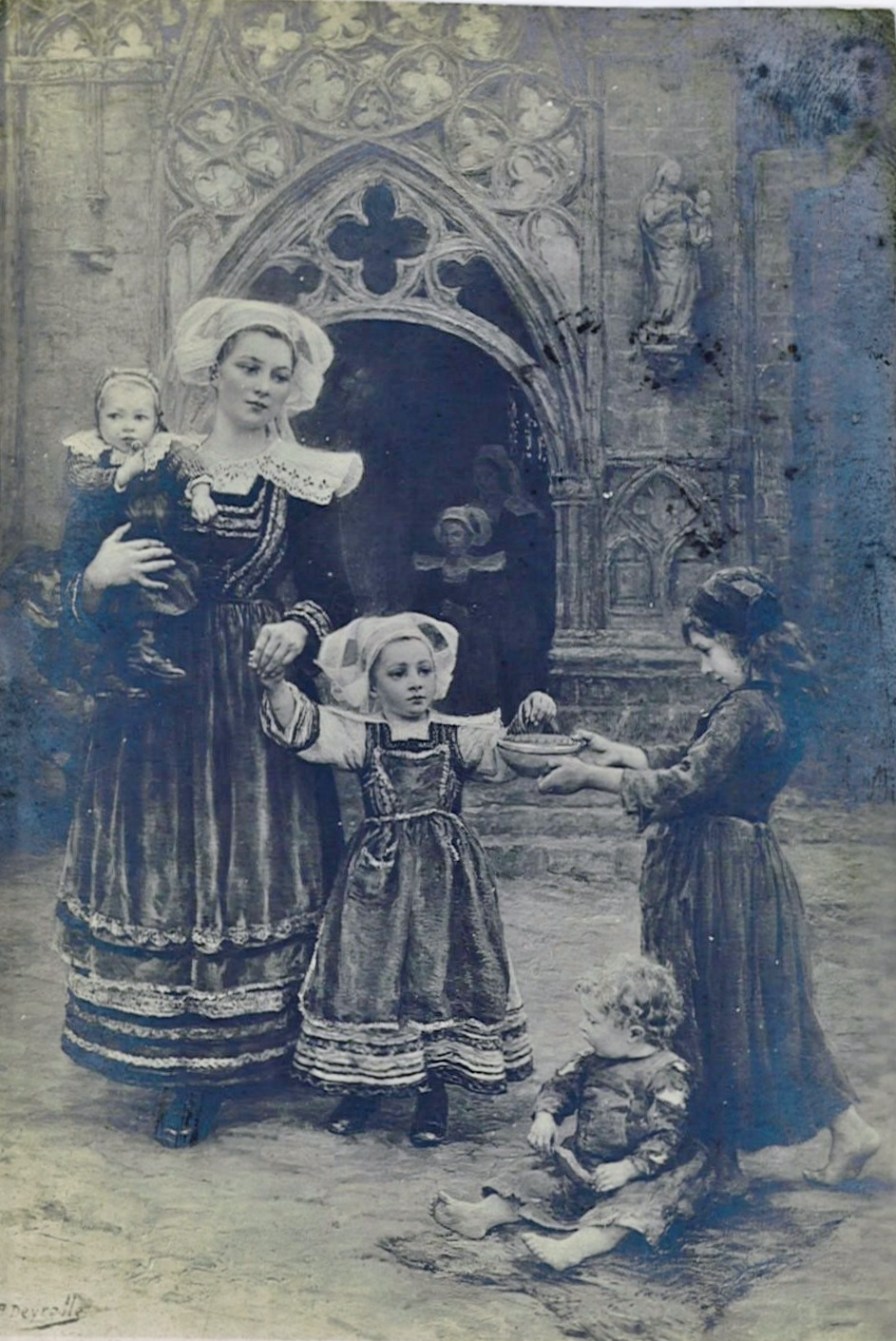
Photographie d'un tableau de Théophile Deyrolle intitulé La Charité représentant des femmes et fillettes quémandant la charité devant l'église de Tréméven (Côtes-d'Armor) ; photographie ND Photo.
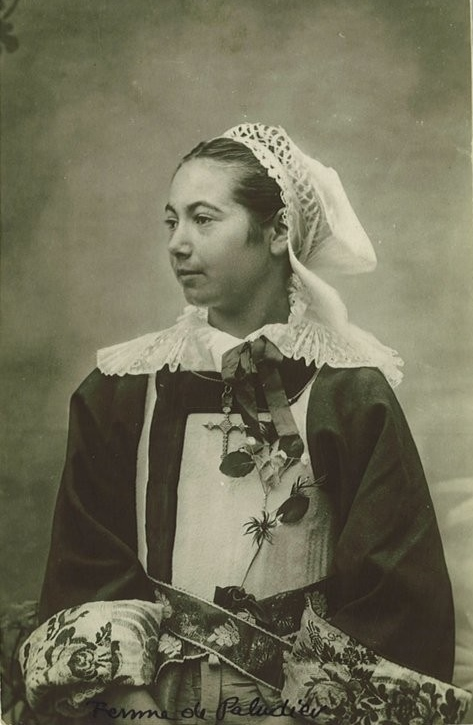
Tréméven (Côtes-d'Armor) : Femme de paludier vers 1920 (carte postale).

#### Seconde Guerre mondiale
Le monument aux morts de Tréméven porte les noms de 7 personnes mortes pour la France pendant la Seconde Guerre mondiale ; parmi elles : Paul Pierre, second maître, est mort lors du naufrage du torpilleur Siroco lors de la Débâcle le 31 mai 1940 ; André Vincent, sous-lieutenant au 159e régiment d'infanterie alpine, a été tué à l'ennemi, également lors de la Débâcle, le 9 juin 1940, à Armentières-sur-Ourcq (Aisne) ; Louis Hervé est mort le 27 septembre 1941 à Évreux (Eure) ; Pierre Amp est disparu en mer lors du naufrage de la corvette Mimosa, des Forces navales françaises libres, au large de Terre-Neuve le 9 juin 1942 ; Pierre Hervé (frère de Louis Hervé), marin, est mort le 16 décembre 1943 à Casablanca (Maroc) ; Jean Amp, quartier-maître dans le régiment blindé de fusiliers marins, est mort des suites de ses blessures le 23 janvier 1945 à Paris.

#### Guerre d'Indochine
Un soldat (Marcel Adelin) originaire de Tréméven est mort pour la France durant la guerre d'Indochine.

## Politique et administration
| Période                                  | Période        | Identité                    | Étiquette | Qualité |
| ---------------------------------------- | -------------- | --------------------------- | --------- | --- |
|                                          |                |                             |           | |
| avant 1817                               |                | Charles Jézéquel            |           | |
| avant 1827                               | 1834           | François Le Floch           |           | Meunier et cultivateur. |
| 1834                                     | 1848           | Yves Hello                  |           | Laboureur, meunier. |
| 1848                                     | 1881           | Vincent Camio               |           | Laboureur. |
| 1881                                     | 1884           | Yves Le Corre,              |           | Laboureur. |
| 1884                                     | 1892           | Norbert Gérard              |           | Laboureur. |
| 1892                                     | 1896           | Yves Le Calvez              |           | |
| 1896                                     | 1903           | Norbert Gérard              |           | Déjà maire entre 1884 et 1892.                                                                                                |
| 1903                                     | 1909           | François Gérard             |           | Cultivateur. Fils de Norbert Gérad, maire à deux reprises précédemment.                                                       |
| 1910                                     | après 1914     | Emmanuel de Rougé           |           | Comte. Ingénieur agricole. Condamné en 1915 pour s'être soustrait à ses obligations militaires, mais réhabilité par la suite. |
| 1919                                     |                | Jean-Baptiste Le Corre      |           | Cultivateur. Fils d'Yves Le Corre, maire entre 1881 et 1884.                                                                  |
|                                          |                |                             |           | |
| juin 1978                                | mars 1989      | François Gérard (1936-2021) |           | Exploitant agricole |
| mars 1989                                | juin 1995      | Jeanine Cochard             |           | |
| juin 1995                                | 3 juillet 2020 | Chantal Delugin             | PS        | |
| 3 juillet 2020                           | En cours       | Yves Liennel                |           | Technico-commercial |
| Les données manquantes sont à compléter. |                |                             |           | |

## Démographie
L'évolution du nombre d'habitants est connue à travers les recensements de la population effectués dans la commune depuis 1793. Pour les communes de moins de 10 000 habitants, une enquête de recensement portant sur toute la population est réalisée tous les cinq ans, les populations de référence des années intermédiaires étant quant à elles estimées par interpolation ou extrapolation. Pour la commune, le premier recensement exhaustif entrant dans le cadre du nouveau dispositif a été réalisé en 2004.

En 2022, la commune comptait 355 habitants, en évolution de +5,03 % par rapport à 2016 (Côtes-d'Armor : +1,78 %, France hors Mayotte : +2,11 %).
| 1793 | 1800 | 1806 | 1821 | 1831 | 1836 | 1841 | 1846 | 1851 |
| ---- | ---- | ---- | ---- | ---- | ---- | ---- | ---- | ---- |
| 482  | 550  | 623  | 801  | 770  | 762  | 721  | 760  | 737  |

| 1856 | 1861 | 1866 | 1872  | 1876 | 1881 | 1886 | 1891 | 1896 |
| ---- | ---- | ---- | ----- | ---- | ---- | ---- | ---- | ---- |
| 773  | 717  | 777  | 1 693 | 759  | 779  | 661  | 659  | 656  |

| 1901 | 1906 | 1911 | 1921 | 1926 | 1931 | 1936 | 1946 | 1954 |
| ---- | ---- | ---- | ---- | ---- | ---- | ---- | ---- | ---- |
| 616  | 526  | 550  | 485  | 495  | 455  | 404  | 401  | 344  |

| 1962 | 1968 | 1975 | 1982 | 1990 | 1999 | 2004 | 2006 | 2009 |
| ---- | ---- | ---- | ---- | ---- | ---- | ---- | ---- | ---- |
| 342  | 311  | 290  | 247  | 286  | 277  | 299  | 318  | 352  |

| 2014 | 2019 | 2022 | - | - | - | - | - | - |
| ---- | ---- | ---- | - | - | - | - | - | - |
| 337  | 348  | 355  | - | - | - | - | - | - |

## Culture locale et patrimoine

### Lieux et monuments

#### L'église paroissiale Saint-Méen
- Église paroissiale Saint-Méen, construite par l'architecte et entrepreneur Drillet (de Lanvollon) entre 1848 et 1886 ; elle est en forme de croix latine.

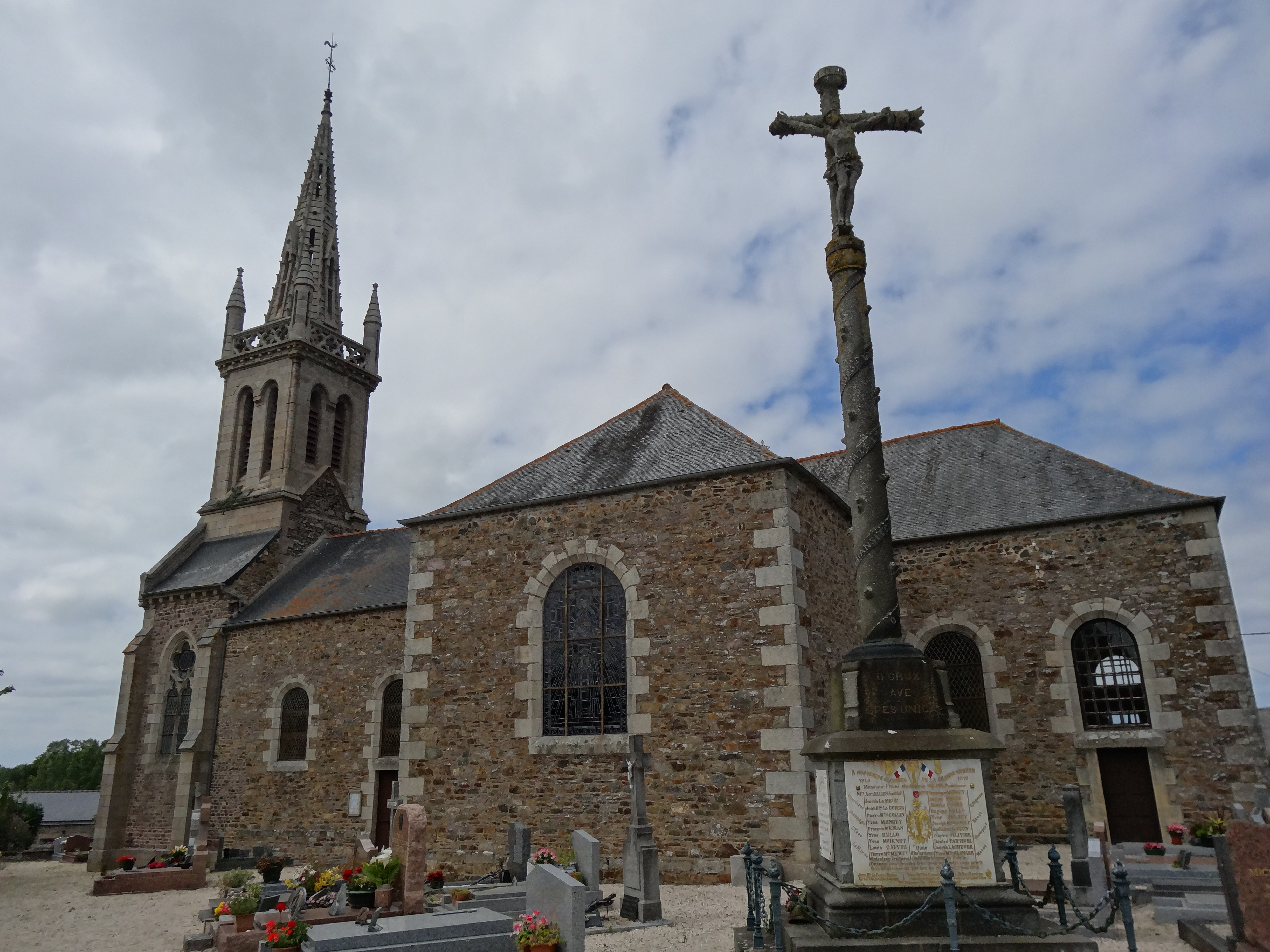
L'église paroissiale Saint-Méen : vue extérieure d'ensemble.

#### La chapelle Saint-Jacques
La chapelle Saint-Jacques et sa fontaine de dévotion, étape sur un des chemins de Compostelle.
Datée du XVIe siècle, elle aurait été fondée par les seigneurs de Coatmen. La chapelle abrite une piétà datant du XVIe siècle, un groupe sculpté de Sainte Anne trinitaire, un autre groupe sculpté représentant la Flagellation du Christ et plusieurs statues remarquables, dont celles de saint Gilles, de saint Roch ainsi qu'un maître-autel avec un retable possédant notamment des statues de saint Jacques le Majeur et de saint Jean l'Évangéliste.
La fontaine Saint-Jacques se trouve à l'extérieur du chevet de la chapelle. Veillant sur la fontaine se trouve une rare statue de saint Jacques en majesté (assis sur un trône ou fauteuil), remontant à environ 1450, faite en pierre de Kersanton,.
Le tout est classé monument historique, la chapelle depuis le 24 avril 1909 et la fontaine depuis le 2 mars 1912.

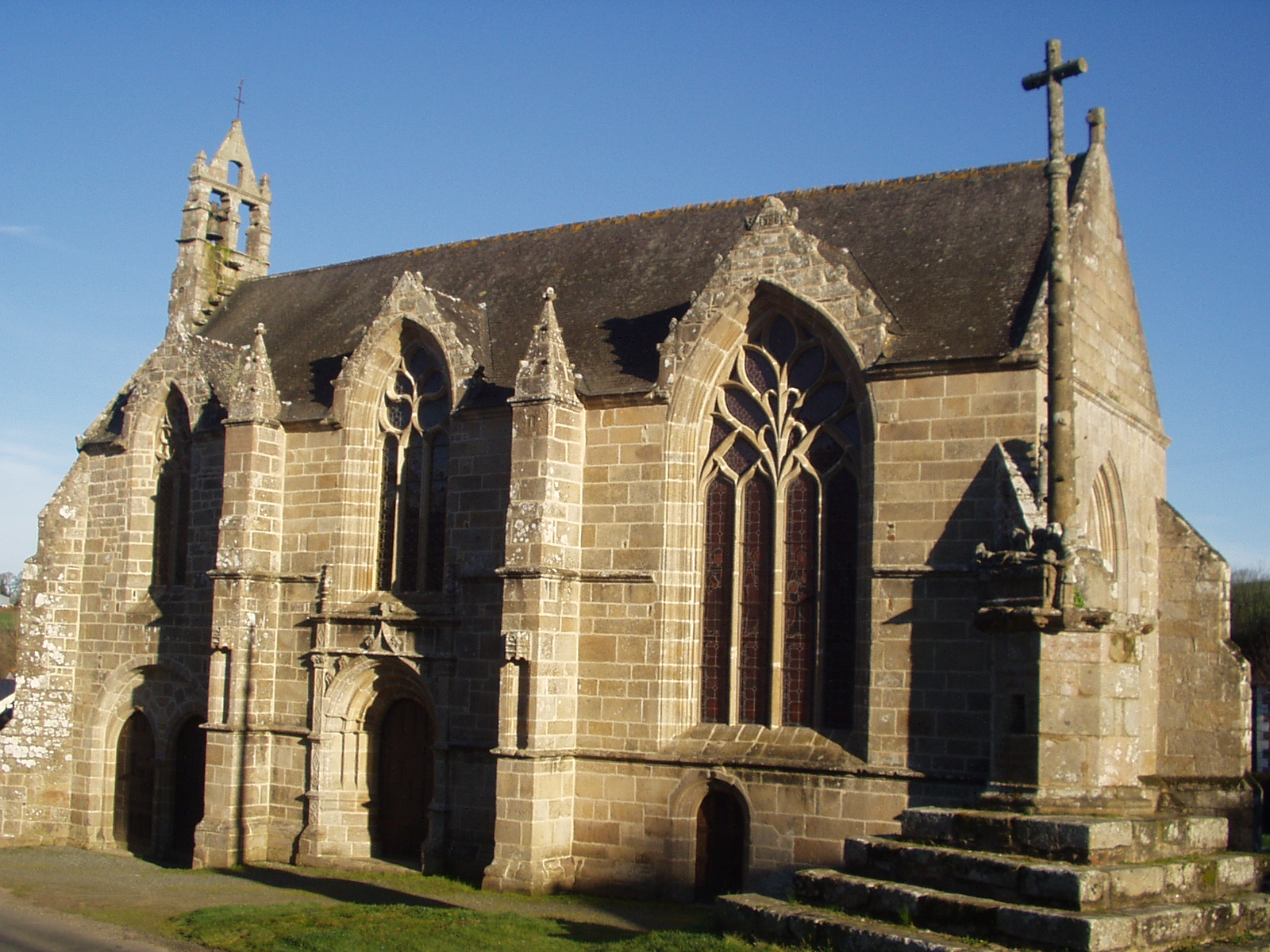
Chapelle Saint-Jacques : vue extérieure d'ensemble.
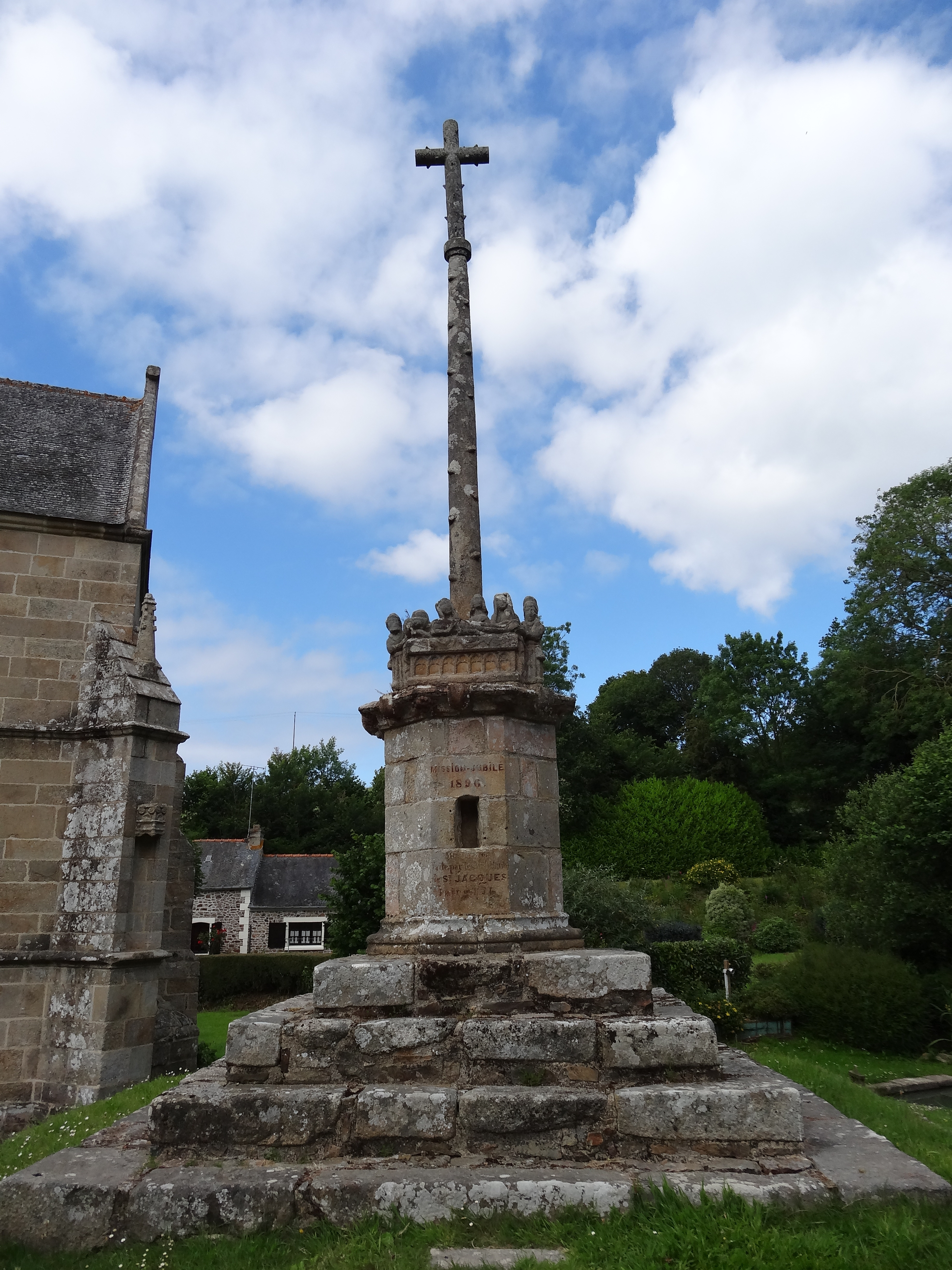
Croix du XVe siècle ou du XVIe siècle près de la chapelle Saint-Jacques.
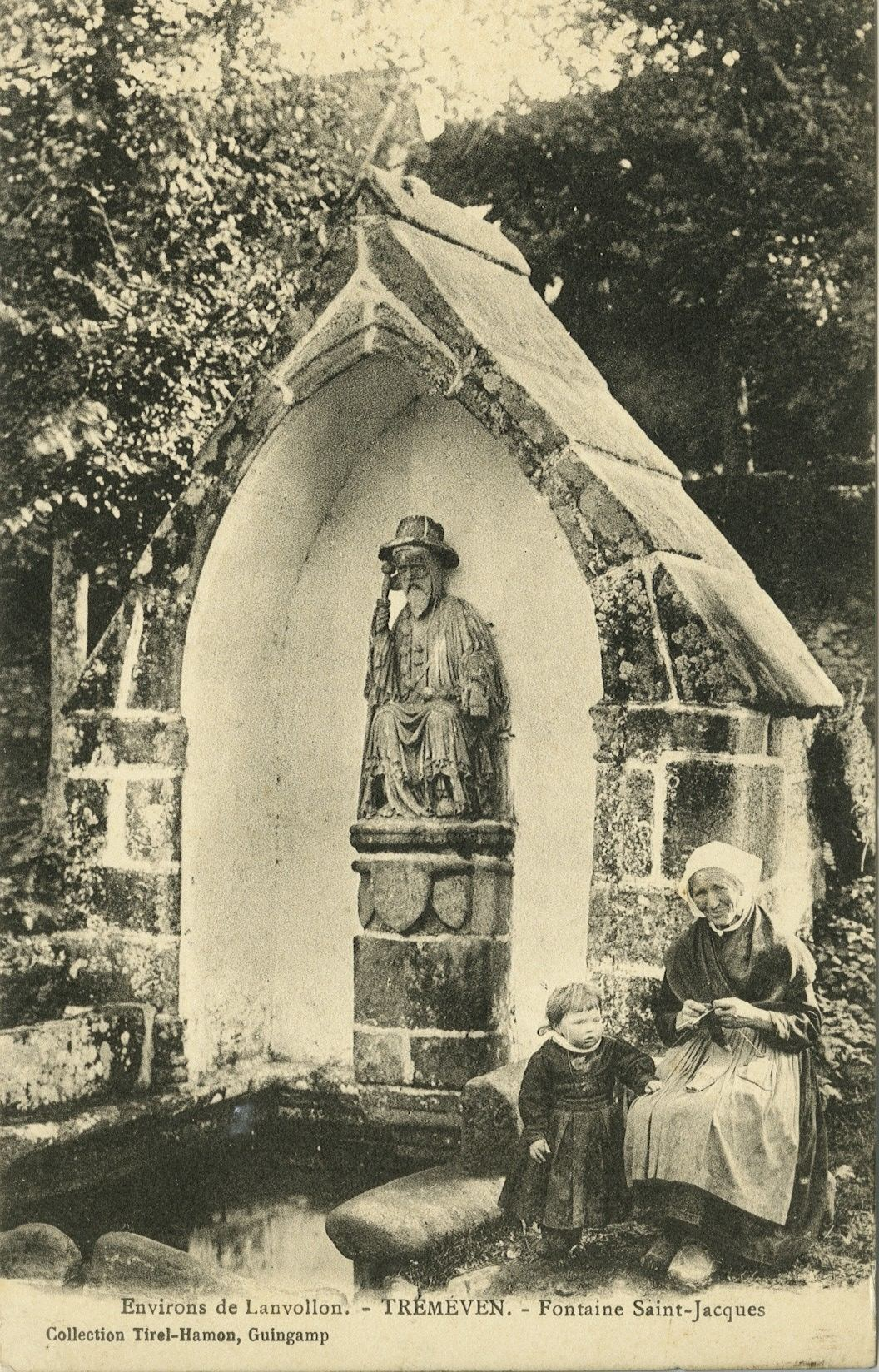
La fontaine de dévotion près de la chapelle Saint-Jacques.
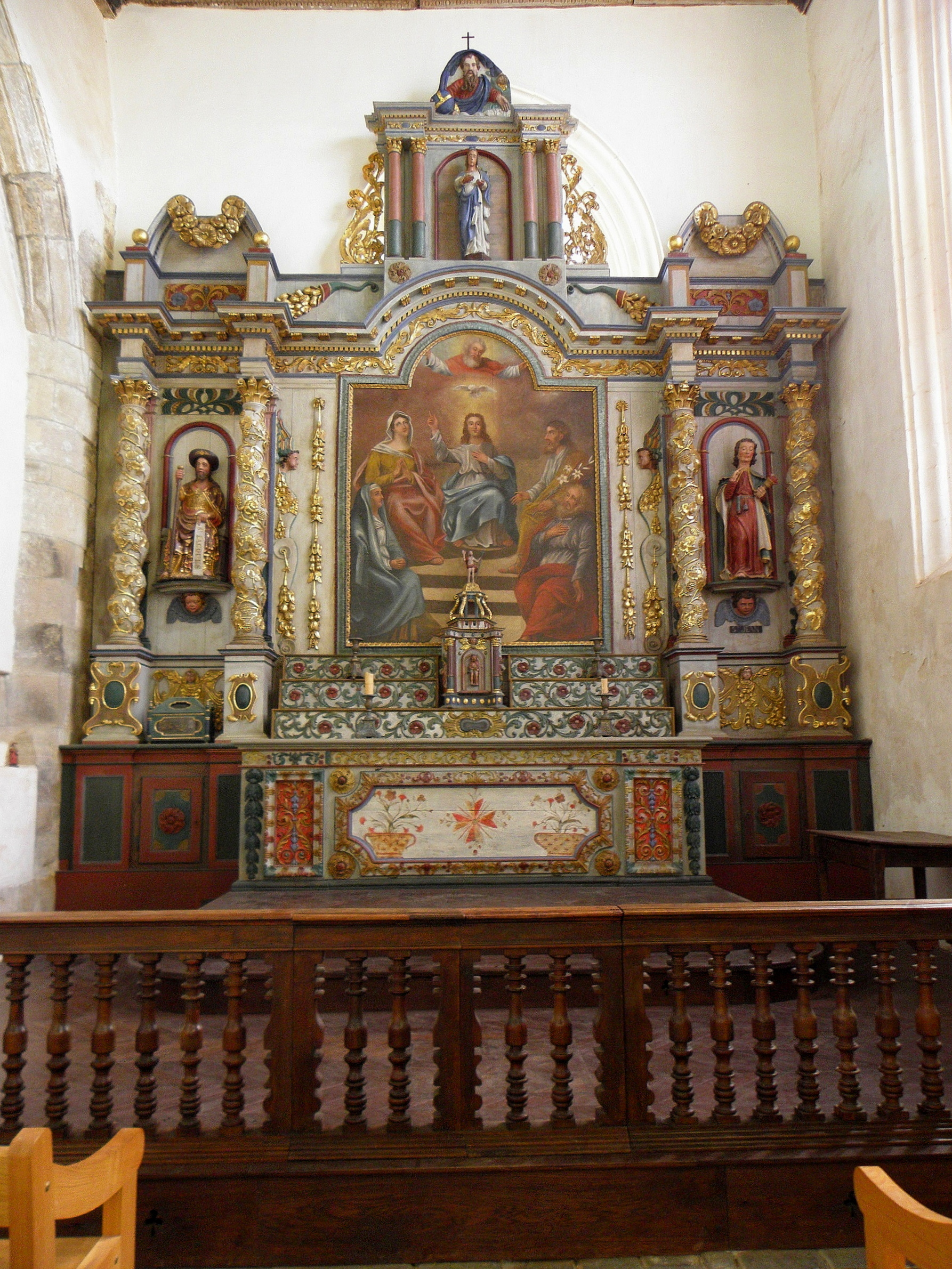
Chapelle Saint-Jacques : table de communion, maître-autel et son retable.
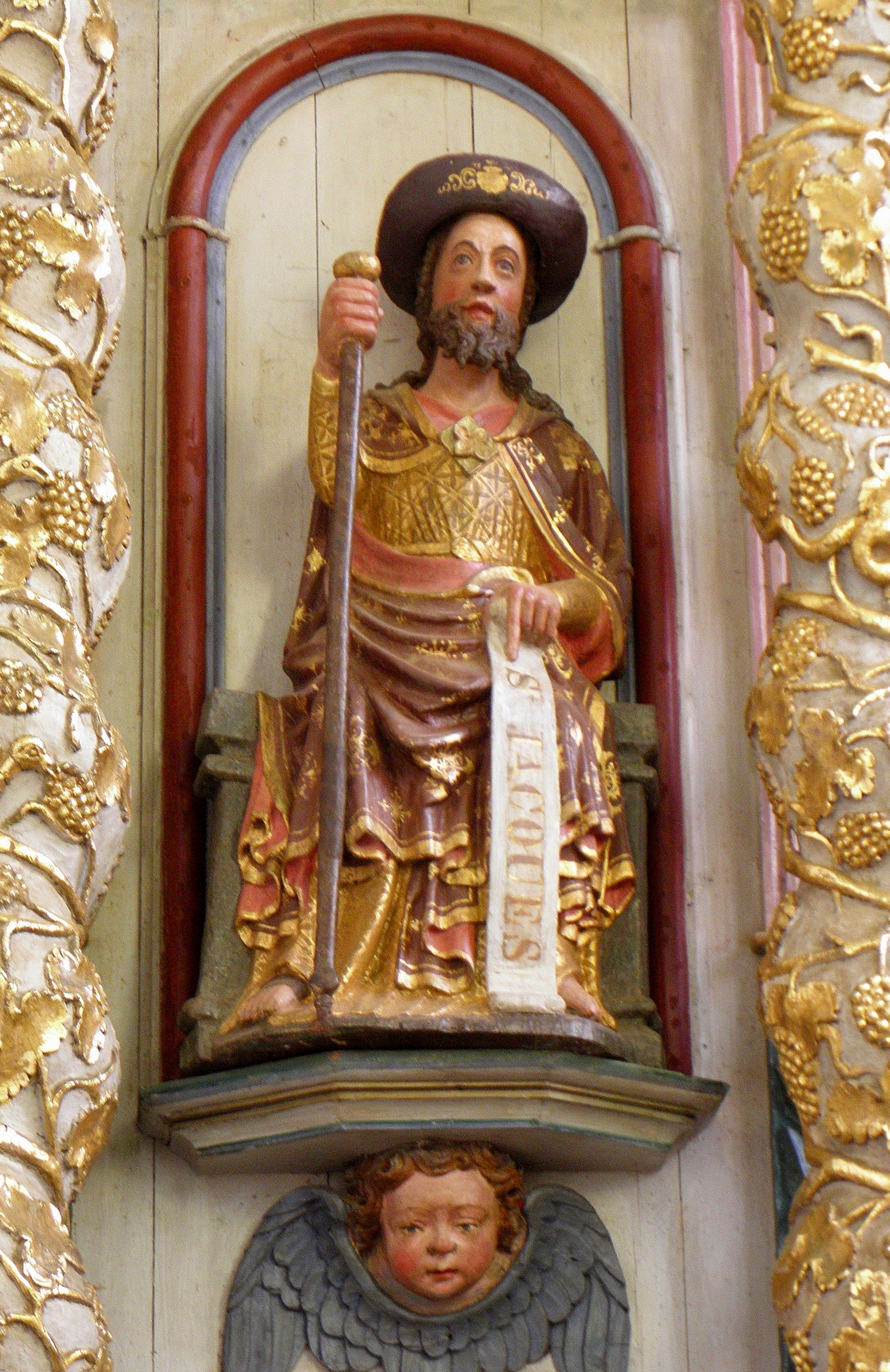
Chapelle Saint-Jacques : statue de saint Jacques le Majeur au retable du maître-autel.
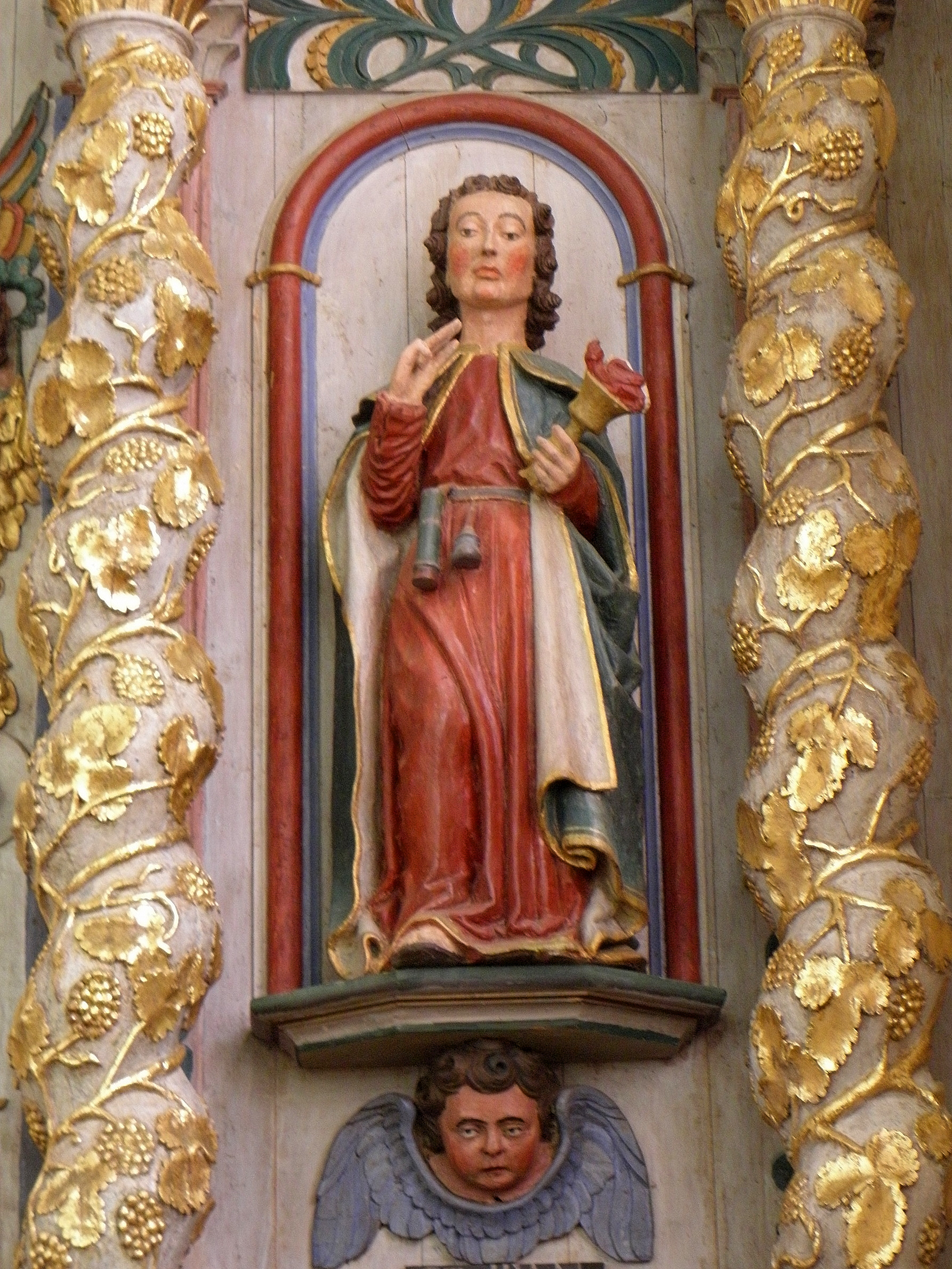
Chapelle Saint-Jacques : statue de saint Jean l'Évangéliste au retable du maître-autel.

- Les anciennes chapelles de Saint-Jean-Kermouster et de Saint-Laurent ont disparu.

#### Château de Coat Men
Le château de Coat Men, construit au Moyen Âge, est inscrit depuis 1927 aux monuments historiques. En 1966, les vestiges du château comportent un donjon en ruines ainsi que les vestiges d'une chapelle castrale. Les restes du donjon sont détruits à dessein en 1993 par le propriétaire du terrain sur lequel les vestiges sont situés afin de permettre l'extension de la carrière Rault. 

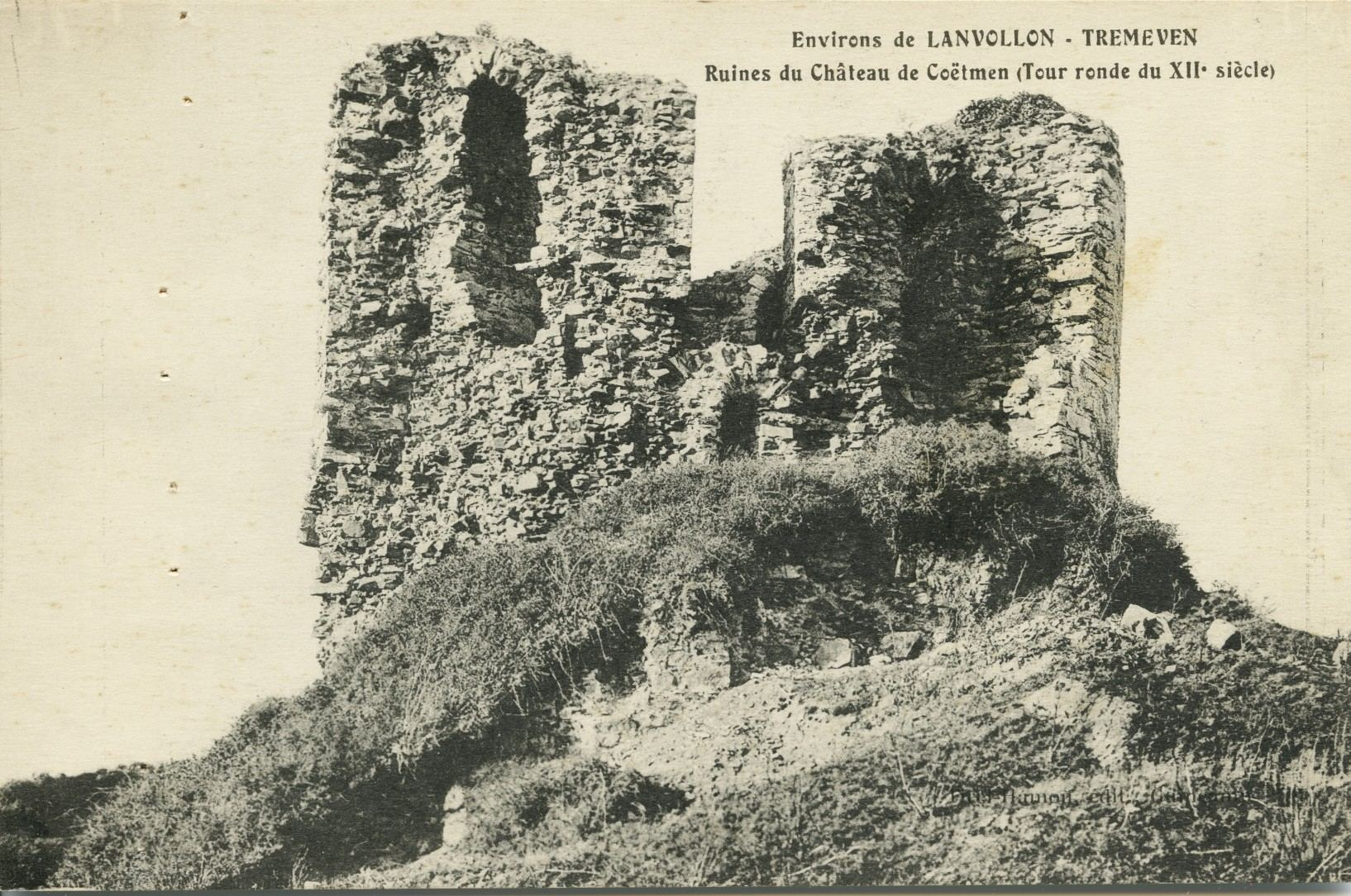
Ruines du Château de Coëtmen, (tour ronde du XIIe siècle).

#### Fontaine
- La fontaine du bourg, dédiée à saint Méen, dont les eaux avaient la réputation de guérir l'eczéma.

### Évènements
- The Irish Rendez-Vous : festival de musique traditionnelle irlandaise, ayant lieu tous les deux ans, pendant deux jours.
- Les Joutes nautiques organisées par l'association Tréméven-les-Bains, dont la première édition a eu lieu le week-end du 15 août 2015 et qui est reconduite sur deux jours, en 2016.

### Personnalités liées à la commune
- Le marquis Pierre François de Rougé, baron de Coëtmen par sa femme, dernière de sa maison. Le marquis de Rougé fut le signataire de la première convention de protection des médecins, blessés et hôpitaux en situation de guerre, en 1749.
- Alain Gérard.
- Louis Capart.

### Héraldique
| Blason de Tréméven | Blason  | D'azur à deux bourdons de pèlerin d'or passés en sautoir, cantonnés, en chef, d'une tour ruinée, ouverte et ajourée du champ et maçonnée de sable, aux flancs, de deux coquilles d'argent et, en pointe, d'un poisson ployé en bande du même ; à la champagne engrêlée d'argent chargée d'une moucheture d'hermine de sable ; le tout enfermé dans une bordure cousue de gueules chargée de sept annelets d'argent. |
| Blason de Tréméven | Détails | Adopté en décembre 2021. |